# Patriote slovaque
Patriote slovaque (en slovaque : Slovenský Patriot), fondé à l'origine sous le nom de Véritable parti national - Patriote (en slovaque : Reálna Národná Strana – Patriot, RNS - Patriot), est un parti politique slovaque fondé le 10 février 2021 par Miroslav Radačovský, député européen. Le parti politique est le seul enregistré en 2021 en recueillant un nombre suffisant de signatures.

## Historique
Pour les élections législatives de 2023, certains de ses membres figurent sur les listes du Parti national slovaque avec lequel un accord est négocié, mais aucun n'est élu.